# 李延磬
李延磬是一名台灣籍業餘摩托車錦標賽賽車手。
李延磬1992年3月5日出生於台北市，曾是Asia Road Racing Championship(亞洲錦標賽)Asia Dream Cup (亞洲夢想盃)250cc組別，台灣籍選手。
也是第二位連續兩年，代表台灣參加Asia Road Racing Championship(亞洲錦標賽)Asia Dream Cup (亞洲夢想盃)250cc組別

## 選手生涯
李延磬於2014年代表中華台北出賽Asia Road Racing Championship，2016年身體受損因因素，退出Asia Dream Cu。2018年轉戰中國地區發展賽車手工作。

## 賽事成績
2013年戰績 
- TMRRC檔車錦標賽4T獨走賽冠軍

- TSBC超級機車錦標賽獨走賽亞軍

2014年戰績 
- 中華賽車會全國錦標第3名

日本-本田-亞洲盃-台灣代表選手
- 亞洲夢想盃-馬來站Race1第14名、Race2第14名

- 亞洲夢想盃-印尼站Race1第14名、Race2第15名

- 亞洲夢想盃-日本-Autopolis站Race1第10名、Race2第16名

- 亞洲夢想盃-日本-鈴鹿2耐站 第25名

- 亞洲夢想盃-日本-鈴鹿站Race1第11名、Race2第16名

- 亞洲夢想盃-泰國站Race1第14名、Race2第15名

- 亞洲夢想盃-卡達站Race1第14名、Race2第14名

2015年戰績 
日本-本田-亞洲盃-台灣代表選手
- 亞洲夢想盃-馬來站Race1第16名、Race2第15名

- 亞洲夢想盃-印尼站Race1第14名、Race2第15名

- 亞洲夢想盃-日本-鈴鹿兩耐站 第31名

- 亞洲夢想盃-泰國站Race1第14名、Race2第17名

- 泛珠三角賽車節600cc CL2-夏季賽-Race2第6名

- 亞洲夢想盃-卡達站Race1第17名、Race2第15名

- 台灣KAYO六藝盃 MINI組-第2名

- 台灣KAYO六藝盃250CC組-第2名

- 亞洲夢想盃-泰國站Race1第12名

2016年戰績 
- 菲律賓MTRT –TSR組 第1名

- 菲律賓MTRT –FAITO組- 第1名

- TSF-第二站-300CC組 第9名

- TMRRC-第二戰-HPM250CC組-第2名

- 中國五羊本田成都站Race1第7名

- TSF台灣大賽車-第三站-300CC組 第6名

- TMRRC台灣大鵬灣-第三戰-HPM250CC組-第1名

2017年戰績 
- 奕綸盃四小時耐久賽-第一站-分組排名 第1名

- 台灣摩托車全國錦標賽-TMRRC-MOTO3組-第一站-第1名 -第二站-第1名

- 中國萬馳盃- 150CC組-南京站-第三名

2018年戰績 
- 中國–中國超級摩托車錦標賽-統一組-成都站 Race1 第4名

- 中國–中國超級摩托車錦標賽-統一組-成都站 Race2 第3名

- 中國-中國超級摩托車錦標賽- 150組- 貴陽站Race1 第1名

- 中國-中國超級摩托車錦標賽- 150組- 貴陽站Race2 第1名

- 中國-全國公路摩托車錦標賽- 500組-貴陽站 - 第3名

2019年戰績 
- 中國–鄂爾多斯大賽車-第一站-500統一組- Race1 第1名

- 中國–鄂爾多斯大賽車-第一站-500統一組- Race2 第1名

- 中國–鄂爾多斯大賽車-第二站-500統一組- Race1 第4名

- 中國–鄂爾多斯大賽車-第二站-500統一組- Race2 第2名

- 中國–鄂爾多斯大賽車-第三站-500統一組- Race1 第1名

- 中國–鄂爾多斯大賽車-第三站-500統一組- Race2 第2名
- 中國–鄂爾多斯大賽車-500統一組-年度個人冠軍 參考資料

```
 
（
页面存档备份
，存于
）
摩托金卡納歡樂運動趴@台中速邑國際賽車場 - 歐樂機車專業平台
 
（
页面存档备份
，存于
）
台灣車手走出台灣，看見世界 - TalkGP
 
（
页面存档备份
，存于
）
 Honda 190cc统一赛年度冠军积分榜
[
]
 Honda暴锋眼190统一赛启幕新赛季_本田摩托车 - 摩信网
 
（
页面存档备份
，存于
）
 TMRRC最終站，邱明賢獨走稱王 - CarStuff 人車事
 
（
页面存档备份
，存于
）
 曾代表台灣出賽亞洲夢想盃的李延磬，雖然挑戰大鵬灣對於這兩位車手都是初次經驗，但擁有過去實力證明，相信有機會為今年的比賽再帶來一番新氣象！
 CBR250RR的測試車手是兩位在TMRRC賽事都有相當亮眼表現的李延磬
 
（
页面存档备份
，存于
）
 戰火紛飛，金鼓齊鳴！激烈的2017第一「戰」！
```

## 外部連結
- 李延磬] 的FACEBOOK

- 李延磬]的Instagram專頁